# 角居勝彦
角居 勝彦（すみい かつひこ、1964年3月28日 - ）は、日本中央競馬会 (JRA) 栗東トレーニングセンターに所属していた元調教師である。一般財団法人 ホースコミュニティ代表理事、認定NPO法人サラブリトレーニング・ジャパン理事長。

## 人物
石川県金沢市出身。実家は競馬とは無縁の家庭であった。
石川県立金沢桜丘高等学校卒業後、大学受験の失敗などもありグランド牧場（北海道）に就職する。グランド牧場で3年ほど働いた後に「競馬場の馬たちの実際に触れてみたい」とする気持ちが強くなる。その後、JRA競馬学校を経て栗東トレーニングセンターの中尾謙太郎厩舎及び松田国英厩舎で調教助手を務め、2000年に調教師免許を取得した。厩舎開業は2001年である。
重賞競走初勝利は、2002年の東京スポーツ杯2歳ステークスのブルーイレヴン。その後、デルタブルース、カネヒキリ、ウオッカ、ヴィクトワールピサなどのGI馬を管理すると共に、2005年から2014年にかけて「最多賞金獲得調教師賞」もしくは「最多勝利調教師賞」を幾度も獲得している（「表彰歴」の節を参照）。2005年には日本人調教師で史上初となる日・米・香港の同一年3カ国G1制覇を果たした。
2011年にフランスの日本人調教師小林智が研修のため来日し、ヴィクトワールピサの遠征時も尽力。この頃から、角居も年に数度、日本を離れてフランスに渡り、小林厩舎の調教助手として研修した。その縁で2014年、小林調教師らと連携して「ワールドチャレンジ」と題し、日本の厩舎や牧場で働くホースマンが最大3か月間フランス研修として小林厩舎で受け入れる制度の海外研修プログラムを立ち上げた。
家庭内の事情により家業（角居自身も既に信者となっている天理教の仕事）を実母より継ぐことを目的として、2021年2月をもって調教師を勇退し、厩舎を解散。
勇退直前に受けたインタビューでは「一番強かった馬は、ウオッカ」「一番速かった馬は、ハットトリック」「一番頭を抱えた馬は、ブルーイレヴン」「一番好きな馬は、シーザリオ」と答えている。
2023年5月時点では、石川県内の天理教の布教所での活動と珠洲市にある自身が営む牧場などでの引退馬支援の活動（後述）の二足のわらじを履いている。
2023年8月1日、珠洲市蛸島町に「珠洲ホースパーク」を開設した。

## 不祥事
2018年7月6日、道路交通法違反（酒気帯び運転）の現行犯で滋賀県草津警察署により逮捕され、JRAは角居を同日付で裁定委員会の議定があるまで暫定的に調教停止処分とした。11月7日、JRAは第2回裁定委員会を行い、日本中央競馬会競馬施行規程第147条にある「競馬の公正確保について業務上の注意義務を負う者としてふさわしくない非行のあった者」に該当するとして、逮捕された2018年7月6日から2019年1月6日までの半年間の調教停止処分とした。なお、角居の全管理馬78頭はこの期間中は中竹和也厩舎に臨時貸付の形で同厩舎へ転厩した。また、調教停止が解かれたと同時に、当初は同厩舎に所属予定であった元騎手の林満明を調教助手として迎え入れている。

## 調教師成績
|            | 日付           | 競馬場・開催  | 競走名                         | 馬名               | 頭数 | 人気 | 着順 |
| ---------- | -------------- | ------------- | ------------------------------ | ------------------ | ---- | ---- | ---- |
| 初出走     | 2001年3月11日  | 1回阪神6日6R  | 4歳上500万下                   | セトノマックイーン | 10頭 | 3    | 5着  |
| 初勝利     | 2001年3月24日  | 2回阪神1日9R  | 山陽特別                       | スカイアンドリュウ | 15頭 | 6    | 1着  |
| 重賞初出走 | 2001年4月1日   | 3回中山4日11R | ダービー卿チャレンジトロフィー | センターフレッシュ | 14頭 | 10   | 11着 |
| 重賞初勝利 | 2002年11月16日 | 4回中山5日11R | 東京スポーツ杯2歳ステークス    | ブルーイレヴン     | 8頭  | 1    | 1着  |
| GI初出走   | 2001年12月2日  | 5回阪神2日11R | 阪神ジュベナイルフィリーズ     | シェーンクライト   | 18頭 | 13   | 10着 |
| GI初勝利   | 2004年10月24日 | 4回京都6日11R | 菊花賞                         | デルタブルース     | 18頭 | 8    | 1着  |

### 通算成績
|      |      | 1着 | 2着 | 3着 | 4着以下 | 出走回数 | 勝率 | 連対率 | 3着以内率 |
| ---- | ---- | --- | --- | --- | ------- | -------- | ---- | ------ | --------- |
| 中央 | 平地 | 743 | 595 | 476 | 3599    | 5413     | .137 | .247   | .335      |
| 中央 | 障害 | 19  | 9   | 14  | 55      | 97       | .138 | .248   | .433      |
| 地方 |      | 26  | 17  | 19  | 33      | 95       | .274 | .453   | .653      |
| 海外 |      | 5   | 1   | 4   | 19      | 29       | .172 | .207   | .345      |
| 計   |      | 793 | 622 | 513 | 3706    | 5634     | .141 | .251   | .342      |

- 2021年2月28日厩舎解散時点

### 表彰歴
- 2005年 - 最多賞金獲得調教師賞[20]
- 2008年 - 最多賞金獲得調教師賞[20]
- 2010年 - 最多賞金獲得調教師賞[20]
- 2011年 - 「最多勝利調教師賞」を初めて獲得[20]。
- 2012年 - 最多勝利調教師賞[21]
- 2013年 - 最多勝利調教師賞、最多賞金獲得調教師賞[21]
- 2014年 - 最多賞金獲得調教師賞、優秀技術調教師賞[22]

## 主な管理馬

### GI級競走優勝馬
太字はGI級競走を示す
- デルタブルース（2004年菊花賞、2005年ステイヤーズステークス、2006年メルボルンカップ）[23]
- シーザリオ（2005年優駿牝馬、アメリカンオークス招待ステークス、フラワーカップ）[24]
- カネヒキリ（2005年ジャパンダートダービー、ダービーグランプリ、ジャパンカップダート、ユニコーンステークス、2006年フェブラリーステークス、2008年ジャパンカップダート、東京大賞典、2009年川崎記念、2010年マーキュリーカップ）[25]
- ハットトリック（2005年マイルチャンピオンシップ、香港マイル、京都金杯、東京新聞杯）[26]
- フレンドシップ（2006年ジャパンダートダービー）[27]
- ウオッカ（2006年阪神ジュベナイルフィリーズ、2007年東京優駿、チューリップ賞、2008年安田記念、天皇賞・秋、2009年ヴィクトリアマイル、安田記念、ジャパンカップ）[28]
- トールポピー（2007年阪神ジュベナイルフィリーズ、2008年優駿牝馬）[29]
- ヴィクトワールピサ（2009年ラジオNIKKEI杯2歳ステークス、2010年皐月賞、有馬記念、弥生賞、2011年ドバイワールドカップ、中山記念）[30]
- ルーラーシップ（2010年鳴尾記念、2011年日経新春杯、金鯱賞、2012年クイーンエリザベス2世カップ、アメリカジョッキークラブカップ）[31]
- アヴェンチュラ（2011年秋華賞、クイーンステークス）[32]
- エピファネイア（2012年ラジオNIKKEI杯2歳ステークス、2013年菊花賞、神戸新聞杯、2014年ジャパンカップ）[33]
- サンビスタ（2014年JBCレディスクラシック、ブリーダーズゴールドカップ、2015年チャンピオンズカップ、TCK女王盃、マリーンカップ、レディスプレリュード）[34]
- ラキシス（2014年エリザベス女王杯、2015年産経大阪杯）[35]
- リオンディーズ（2015年朝日杯フューチュリティステークス）[36]
- キセキ （2017年菊花賞）[37]
- サートゥルナーリア （2019年皐月賞、神戸新聞杯、2020年金鯱賞）[注 1]
- ロジャーバローズ （2019年東京優駿）
- ワイドファラオ（2019年ニュージーランドトロフィー、ユニコーンステークス、2020年かしわ記念）

### 重賞競走優勝馬
- ブルーイレヴン（2002年東京スポーツ杯2歳ステークス、2004年関屋記念）
- ディアデラノビア（2005年フローラステークス、2007年京都牝馬ステークス、愛知杯）
- ポップロック（2006年目黒記念、2007年目黒記念）
- トーセンキャプテン（2007年アーリントンカップ、2008年函館記念）
- ロールオブザダイス（2010年平安ステークス）
- オールザットジャズ（2012年福島牝馬ステークス、2013年福島牝馬ステークス）
- グルヴェイグ（2012年マーメイドステークス）
- デニムアンドルビー（2013年フローラステークス、ローズステークス）
- フリートストリート（2013年エルムステークス）
- エキストラエンド（2014年京都金杯）
- エアソミュール（2014年鳴尾記念、毎日王冠）
- ディアデラマドレ（2014年マーメイドステークス、府中牝馬ステークス、愛知杯）
- メイショウブシドウ（2014年小倉サマージャンプ、阪神ジャンプステークス）
- キャトルフィーユ（2014年クイーンステークス)
- エアハリファ（2015年根岸ステークス)
- フルーキー（2015年チャレンジカップ）
- ヴァンキッシュラン（2016年青葉賞）
- トーセンビクトリー（2017年中山牝馬ステークス）
- シャケトラ（2017年日経賞、2019年アメリカジョッキークラブカップ、阪神大賞典）
- クイーンマンボ（2017年関東オークス、レディスプレリュード）
- ラビットラン（2017年ローズステークス、2018年ブリーダーズゴールドカップ）
- カンタービレ（2018年フラワーカップ）
- サトノワルキューレ（2018年フローラステークス）

## 主な厩舎スタッフ
- 清山宏明（2007年 - 2021年 調教助手。2002年に騎手を引退し、領家政蔵厩舎に所属し服部利之厩舎を経て角居厩舎に移籍。現在は辻野泰之厩舎所属）
- 林満明（2019年 - 2021年 調教助手。当初は中竹厩舎所属の予定であったが、角居の調教停止期間満了による調教再開の兼ね合いもあり、調教助手従事開始直前に林の所属先が変更された[38]。現在は杉山佳明厩舎に所属）。
- 吉岡辰弥（2008年3月 - 2018年6月 調教助手。2019年に調教師免許試験に合格。2019年3月新規開業）
- 辻野泰之（2006年10月 -  2020年 調教助手。2020年に調教師免許試験に合格。角居厩舎の解散と入れ違いで2021年3月新規開業。角居厩舎から管理馬を引き継ぐ）
- 高田建吾（在籍期間不明 調教助手。解散前に別の厩舎に移籍後、現在は清山と同じく辻野厩舎に所属）

## 福祉活動
角居は引退した競走馬の処遇を考えるなかで、障害者を対象とした乗馬の普及支援団体「Reins」の設立と活動に協力。また一般財団法人・ホースコミュニティを設立し、代表理事を務め、2011年より開催されている関連イベント「サンクスホースデイズ」の実行副委員長を務める。こちらの幹事の方は調教師引退後も継続する方針である。
調教師勇退後の2021年5月からは、石川県珠洲市のタイニーズファームで余生を送る引退馬ドリームシグナルと地元の児童らとともに海水浴場として人気の高い鉢ケ崎海岸の清掃活動を行っている。
2022年には「みんなの馬株式会社」を立ち上げ、2023年8月1日に拠点とする珠洲市のタイニーズファーム近辺（同市蛸島町の花き栽培センター跡地）に引退馬を受け入れる牧場となる「珠洲ホースパーク」を設立し、30頭前後の引退馬を受け入れることになった。開設時点で引退馬のレッドアルティスタ、サトノアクセル、ヴォリションと、ミニチュアホースの計4頭がいる。今後はテーマパークのような施設で引退馬支援に加え、地域の活性化への貢献も目指すこととしている。